# Bahnhof Esashi
Der Bahnhof Esashi (jap. 江差駅, Esashi-eki) ist ein ehemaliger Bahnhof auf der japanischen Insel Hokkaidō. Er befand sich in der Unterpräfektur Hiyama auf dem Gebiet der Stadt Esashi und war von 1936 bis 2014 in Betrieb.

## Beschreibung
Esashi war die westliche Endstation der in Goryōkaku bei Hakodate beginnenden Esashi-Linie, die seit 2014 nur noch bis Kikonai führt. Der Bahnhof liegt südlich des Stadtzentrums und war von Süden nach Norden ausgerichtet. Zuletzt verfügte er noch über ein Gleis für den Personenverkehr, mit dem Empfangsgebäude an der Westseite der Anlage. Die Strecke führte einst noch etwa 200 Meter weiter nordwärts zu einer Abstellanlage mit Güterschuppen, Depot und Drehscheibe. Das Areal ist heute mit Wohnhäusern überbaut.

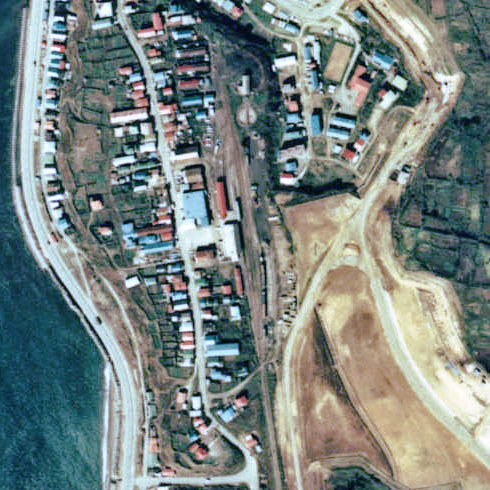
Luftansicht (1976)

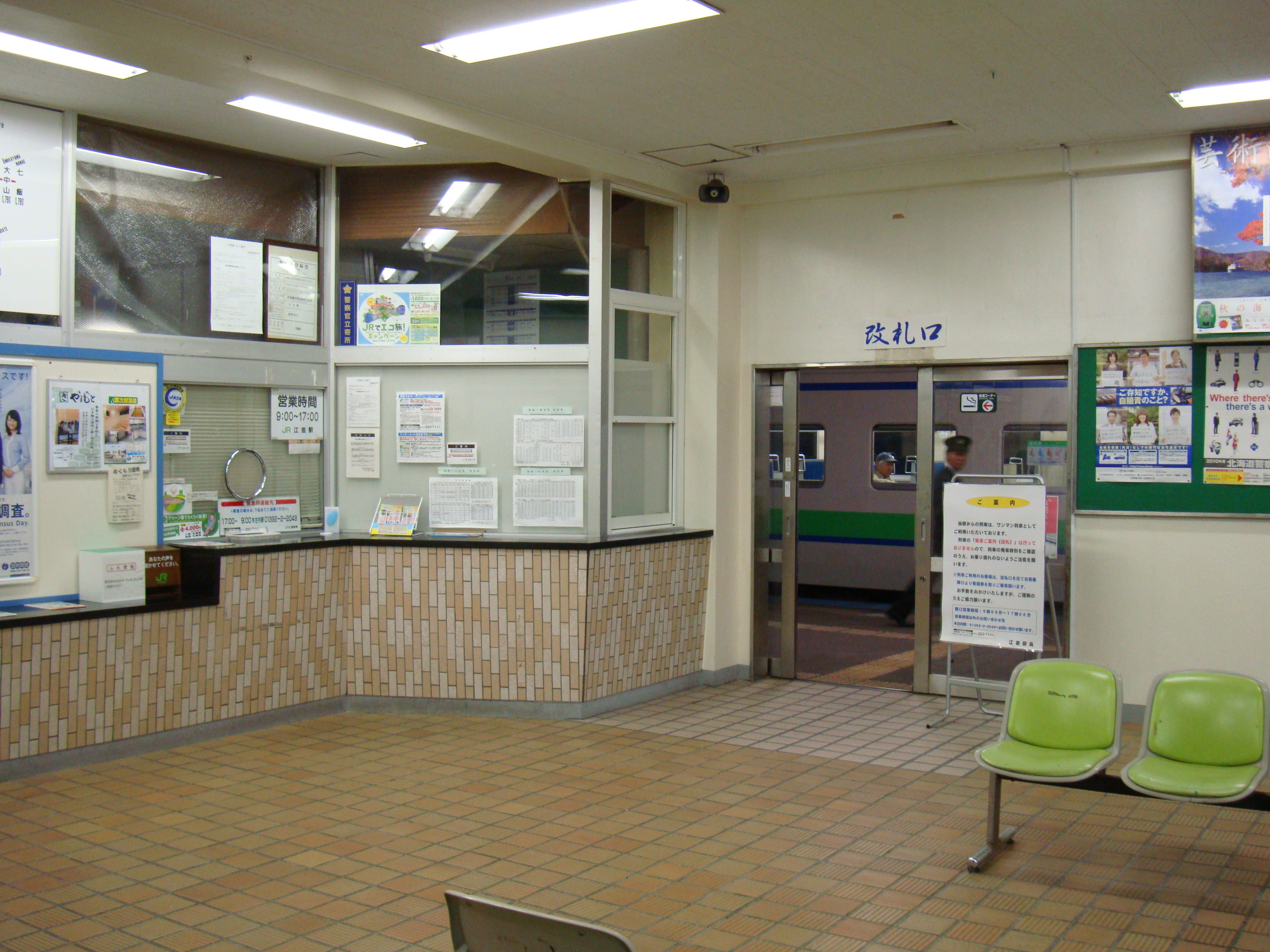
Wartezimmer/Schalter (September 2010)

## Geschichte
Das Eisenbahnministerium eröffnete den Bahnhof am 11. November 1936, zusammen mit dem 20,7 km langen Teilstück Yunotai–Esashi der Esashi-Linie, die damit vollendet war. Von 1960 bis 1980 verkehrten Schnellzüge zwischen Hakodate und Esashi. 1975 ersetzte die Japanische Staatsbahn das bisherige Empfangsgebäude aus Holz durch einen Beton-Neubau. Aus Kostengründen stellte die Staatsbahn am 15. November 1982 den Güterverkehr ein, am 14. März 1985 auch die Gepäckaufgabe. Im Rahmen der Staatsbahnprivatisierung ging der Bahnhof am 1. April 1987 in den Besitz der neuen Gesellschaft JR Hokkaido über.
Am 12. Mai 2014 legte JR Hokkaido den nichtelektrifizierten Teil der Esashi-Linie westlich von Kikonai still und schloss damit auch den Bahnhof Esashi; seither übernimmt eine Buslinie der Gesellschaft Hakodate Bus die Erschließung. Das Empfangsgebäude wurde im November 2016 abgebrochen, zwei Monate später waren alle auf Stadtgebiet liegenden Gleise entfernt. Auf dem Gelände des ehemaligen Bahnhofs entstand daraufhin eine Wohnsiedlung.